# Ubuntu Studio
Ubuntu Studio is een officiële Ubuntu-distributie specifiek bedoeld voor het creëren en bewerken van multimedia (muziek, film, grafisch, etc.). Het besturingssysteem werd uitgebracht op 10 mei 2007.

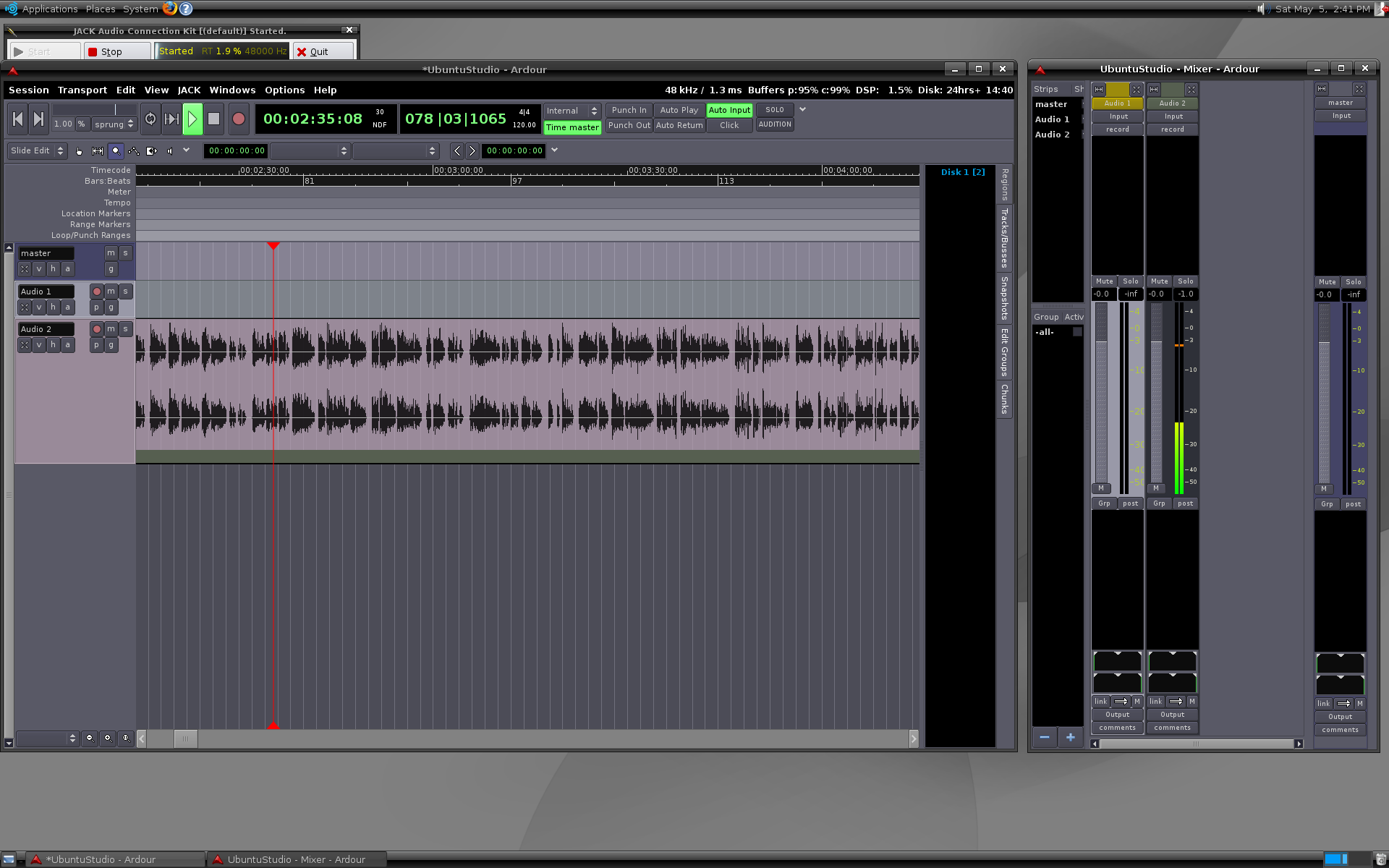
Ardour in Ubuntu Studio

## Installatie
De installatie van Ubuntu Studio is anders dan de meeste andere op Ubuntu gebaseerde live-cd installaties. Ubuntu Studio maakt namelijk enkel gebruik van een tekstinterface tijdens het installatieproces. Bovendien vindt de installatie plaats vanaf een dvd.

## Software
In Ubuntu Studio wordt onder meer de volgende programma's meegeleverd die niet deel uitmaken van de normale Ubuntu-distributie.

### Audio
- Ardour - hard disk recorder en digital audio workstation.
- Audacity
- Hydrogen
- Rosegarden

### Video
- CinePaint
- Kdenlive
- Openshot
- PiTiVi

### Grafisch
- Blender
- GIMP
- Inkscape